# سفارة الأردن لدى باكستان
سفارة الأردن لدى باكستان هي البعثة الدبلوماسية للمملكة الأردنية الهاشمية لدى جمهورية باكستان الإسلامية، وتقع بالعاصمة إسلام آباد.